# Stanley N. Williams
Stanley N. Williams (* 1951 in Phoenix) ist ein US-amerikanischer Vulkanologe, Geologe und Universitätsprofessor. Er gilt als Experte für die Vulkane Lateinamerikas.
Williams promovierte 1983 mit einer Dissertation über die Vulkane Nicaraguas am Dartmouth College zum Ph.D. und war anschließend als Post-Doktorand an der University of Chicago tätig. Ab 1985 forschte er umfangreich am kolumbianischen Vulkan Nevado del Ruiz und arbeitete zwischen 1985 und 1991 als Professor für Vulkanologie an der Louisiana State University, allerdings ohne einen eigenen Lehrstuhl innezuhaben. Er wechselte zur Arizona State University (ASU), wo er zunächst die gleiche Funktion erhielt. Im Januar 1993 nahm er an einer internationalen Vulkanologenkonferenz in der Stadt Pasto in Kolumbien teil und war am 14. Januar Mitglied einer kleinen Expedition auf den nahen Vulkan Galeras. Dieser zeigte zwar seit 1988 vulkanische Aktivität, hatte sich die vorherigen sechs Monate jedoch stabil ruhig präsentiert. Während einige Wissenschaftler am Kraterrand verblieben, führte Williams die anderen Kollegen in den Krater hinab, um dort Messungen durchzuführen. Ohne Vorwarnung kam es zu einer kleinen, lediglich knapp 15 Minuten andauernden, aber äußerst heftigen Eruption. Sechs Forscher und drei Touristen starben. Williams brach sich im Regen der vulkanischen Bomben neben dem linken Bein auch den rechten Fuß, den Kiefer sowie die Nase und zog sich schwere Verbrennungen und Kopfverletzungen zu, bevor er sich hinter einen Felsen retten konnte und nach zwei Stunden von Rettungsmannschaften als letzter der Vulkanologen geborgen wurde. Zwei Tage später flog man ihn in eine Spezialklinik in den US-Bundesstaat Arizona, wo er sich 16 Operationen unterziehen musste. Seit diesem Ereignis sind jedoch nach wie vor sein Sprachzentrum sowie sein Erinnerungsvermögen leicht beeinträchtigt. Für das verletzte Ohr erhielt er ein Hörgerät. Durch seine intensive öffentliche Aufklärungsarbeit im Anschluss an die Tragödie auf dem Galeras erlangte Williams in den Vereinigten Staaten auch außerhalb der wissenschaftlichen Kreise große Bekanntheit.
Seit August 1995 ist er ordentlicher Professor für Vulkanologie an der geologischen Fakultät der ASU und zudem Dozent an der dortigen School Of Earth & Space Exploration. Er ist mit Linda Williams verheiratet.

## Publikationen (Auswahl)
- Williams et al.: SO2 emission rates at Mount St: Helens from March 29 through December, 1980. In: Lipman, P. W.; Mullineaux, D. R. (Hrsg.): The 1980 eruption of Mount St. Helens, Washington. Washington, D.C., 1981, Seiten 193–200.
- Williams et al.: Variations in the chemical and isotopic compositions of fluids at Cumbal Volcano, Colombia. Evidence for magmatic contribution. In: Bulletin of Volcanology, Jahrgang 62, Nr. 4 und 5, November 2000, Seiten 347–361.
- Williams et al.: Volcanic flux of nitrogen from the Earth. In: Chemical Geology, Jahrgang 171, Nr. 3 und 4, 1. Januar 2001, Seiten 263–271.
- Williams; Montaigne, F.: Surviving Galeras. Boston, 2001, ISBN 978-0618031689.
- Williams et al.: Mechanisms of degassing at Nevado del Ruiz volcano, Colombia. In: Journal of the Geological Society, Jahrgang 160, Nr. 4, Juli 2003, Seiten 507–521.

| Personendaten    | Personendaten                             |
| ---------------- | ----------------------------------------- |
| NAME             | Williams, Stanley N.                      |
| KURZBESCHREIBUNG | US-amerikanischer Geologe und Vulkanologe |
| GEBURTSDATUM     | 1951                                      |
| GEBURTSORT       | Phoenix                                   |